# Trung tâm Dữ liệu Thế giới
Trung tâm Dữ liệu Thế giới, viết tắt là WDC (World Data Center) là một tổ chức phi chính phủ, phi lợi nhuận quốc tế hoạt động trong lĩnh vực lưu trữ và cung cấp dữ liệu.
Năm 2009 Hội đồng Khoa học Quốc tế (ICSU) đã thay thế WDC bằng Hệ thống Dữ liệu Thế giới ICSU-WDS.

## Hoạt động
WDC thành lập năm 1958, là hệ thống được Hội đồng Khoa học Quốc tế (ICSU) tạo ra để lưu trữ và phân phối dữ liệu thu thập được từ chương trình quan trắc Năm Vật lý Địa cầu Quốc tế (International Geophysical Year) 1957-1958.
Các WDC được duy trì và tài trợ bởi các nước chủ nhà thay mặt cho cộng đồng khoa học quốc tế.
Đầu tiên WDC được thành lập tại Hoa Kỳ, Châu Âu, Liên Xô, và Nhật Bản. Sau đó hệ thống WDC mở rộng sang các nước khác và các môn khoa học mới.
Cuối năm 2008, sau Đại hội ICSU ở Maputo (Mozambique), các trung tâm dữ liệu thế giới đã được cải cách. Một Hệ thống Dữ liệu Thế giới ICSU-WDS (ICSU World Data System) mới ra đời năm 2009. Nó xây dựng trên cơ sở 50 năm di sản của hệ thống ICSU Trung tâm Dữ liệu Thế giới (WDC) và Liên đoàn Dịch vụ Phân tích Dữ liệu Thiên văn và Địa vật lý.
Hệ thống nay bao gồm WDC đến 52 trung tâm ở 12 quốc gia. Tất cả dữ liệu được tổ chức tại WDC đã có sẵn, và cung cấp đi chỉ với chi phí của việc sao chép và gửi các thông tin yêu cầu.